# Кавамото Такесі
Кавамото Такесі (19 лютого 1995) — японський плавець. Учасник Чемпіонату світу з плавання на короткій воді 2018, де у фіналі на дистанції 50 метрів батерфляєм посів 5-те місце.